# Nova Módica
Nova Módica è un comune del Brasile nello Stato del Minas Gerais, parte della mesoregione della Vale do Rio Doce e della microregione di Governador Valadares.
Il comune venne fondato dal missionario frate Gaspare Zaccaria, nato a Modica in Italia, a ricordo della sua città natale.